# 勒卡诺
勒卡诺（法語：Recanoz，法語發音：[ʁəkano]）是法国汝拉省的一个市镇，位于该省西部，属于隆斯勒索涅区。

## 地理
勒卡诺（46°48'26"N, 5°30'22"E）面积3.01 平方千米，位于法国勃艮第-弗朗什-孔泰大區汝拉省，该省份为法国东部内陆省份，北起上索恩省，西北接科多尔省，西临索恩-卢瓦尔省，南至安省，东与杜省和瑞士接壤。
与勒卡诺接壤的市镇（或旧市镇、城区）包括：布瓦德冈、隆巴尔、芒特里、韦尔苏塞利耶尔、樊尚-弗鲁瓦德维尔、阿尔莱。

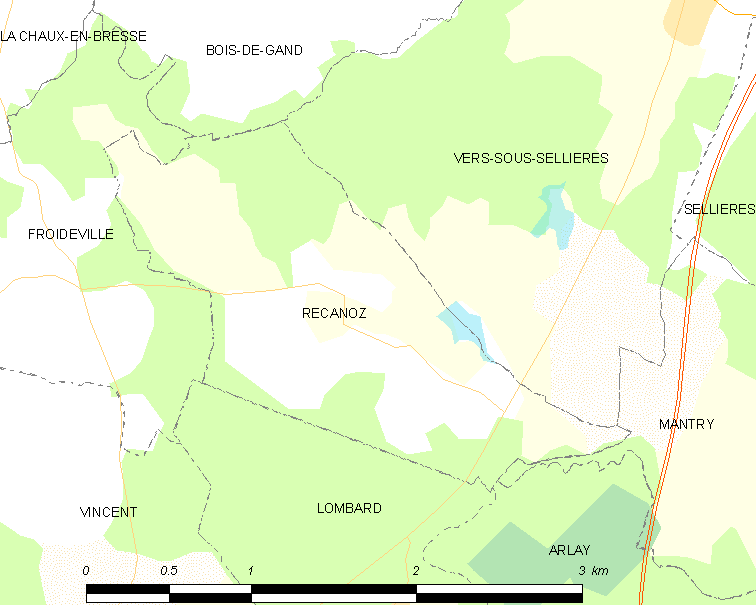
勒卡诺的OSM定位图

勒卡诺的时区为UTC+01:00、UTC+02:00（夏令时）。

## 行政
勒卡诺的邮政编码为39230，INSEE市镇编码为39454。

## 政治
勒卡诺所属的省级选区为布莱特朗县。

## 人口

1962-2008年间勒卡诺人口变化图示

勒卡诺于2022年1月1日时的人口数量为94人。